# Kristoffer Klaesson
Kristoffer-August Sundquist Klaesson, más conocido como Kristoffer Klaesson, (Oslo, 27 de noviembre de 2000) es un futbolista noruego que juega de portero en el Viking FK de la Eliteserien.

## Trayectoria
Klaesson comenzó su carrera deportiva en 2018 en el Vålerenga Fotball, con el que debutó en la Eliteserien el 30 de junio de 2019, frente al FK Haugesund.
El 31 de julio de 2021 fichó por el Leeds United de la Premier League.

## Selección nacional
Klaesson ha sido internacional sub-15, sub-16, sub-17, sub-18, sub-19 y sub-21 con la selección de fútbol de Noruega.

## Clubes
| Club               | País       | Año       |
| ------------------ | ---------- | --------- |
| Vålerenga Fotball  | Noruega    | 2018-2021 |
| Leeds United F. C. | Inglaterra | 2021-2024 |
| Raków Częstochowa  | Polonia    | 2024      |
| Aarhus GF          | Dinamarca  | 2024-2025 |
| Viking FK          | Noruega    | 2025-     |